# Çatalçam (Tufanbeyli)
Çatalçam (ehemals Şanşa) ist ein Ortsteil (Mahalle) im Landkreis Tufanbeyli der türkischen Provinz Adana mit 1411 Einwohnern (Stand: Ende 2024). Im Jahr 2011 hatte der Ort 1505 Einwohner.